# جيم دوبين
جيم دوبين (بالإنجليزية: Jim Dobbin)‏ هو لاعب كرة قدم بريطاني في مركز الوسط، ولد في 17 سبتمبر 1963 في دنفيرملين في المملكة المتحدة. شارك مع منتخب اسكتلندا تحت 19 سنة لكرة القدم. أما مع النوادي، فقد لعب مع غريمسبي تاون ونادي بارنسلي ونادي بوسطن يونايتد ونادي دونكاستر روفرز ونادي روذرهام يونايتد ونادي ساوثبورت ونادي سكاربورو ونادي سلتيك ونادي ماذرويل.

## وصلات خارجية
- جيم دوبين على موقع قاعدة بيانات كرة القدم.إي يو (الإنجليزية)
- جيم دوبين على موقع قاعدة بيانات كرة القدم.إي يو (الإنجليزية)
- جيم دوبين على موقع Soccerbase.com (لاعب) (الإنجليزية)
- جيم دوبين على موقع عالم كرة القدم.نت (الإنجليزية)